# Орден Святых покровителей Италии
Орден Святых Покровителей Италии (итал. Ordine dei santi patroni d'Italia) — государственная награда Итальянской Социальной Республики (Республики Сало).

## История и описание
Орден был основан Бенито Муссолини 11 февраля 1945 года в ознаменование 16-й годовщины подписания Латеранских соглашений (11 февраля 1929 года), которые скрепили своими подписями кардинал Пьетро Гаспарри и сам Муссолини. Латеранские соглашения, в частности, привели к образованию государства Ватикан. 
Орден был назван в честь святых покровителей Италии — Франциска Ассизского и Екатерины Сиенской. 
Орден делился на пять степеней:
1. Рыцарь или дама большого креста
2. Великий офицер
3. Командор
4. Офицер
5. Рыцарь или дама

Предполагалось, что знак ордена будет представлять собой покрытый эмалью латинский крест с изображениями Святого Франциска и Святой Екатерины в центральном медальоне креста на аверсе и буквами «RSI» (Итальянская Социальная Республика) на реверсе. Однако, фактически орденские знаки никогда не были отчеканены, потому что уже через несколько месяцев после создания ордена Итальянская Социальная Республика окончательно пала, что привело к исчезновению ордена.
Все это породило среди историков дискуссию о том, учреждался ли в принципе такой орден, и если да, то был ли им кто-либо награждён. Сторонники существования ордена полагают, что сам Муссолини, в качестве гроссмейстера (учредителя) ордена должен считаться его кавалером. Предполагается также, что Муссолини успел вручить ряду лиц орденские дипломы (аналог орденских книжек) но без самих знаков.
Однако ещё до этого, лояльное союзникам правительство Италии издало декрет (5 октября 1944 года, № 249) в котором говорилось (статья 1, параграф 7): «Следующие акты или положения самопровозглашённой Итальянской Социальной Республики, лишены юридической силы: (...) акты о награждении орденами». таким образом, орден Святых Покровителей Италии, учреждённый после обнародования этого декрета, никогда не признавался современным итальянским правительством в качестве исторической государственной наградой. 